# Coulee Dam

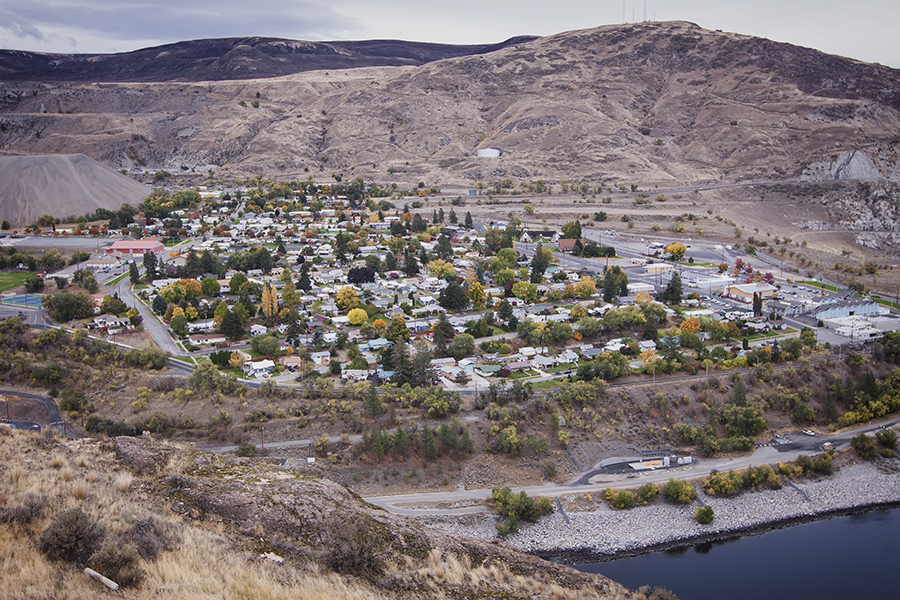
Coulee Dam

Coulee Dam is een plaats (town) in de Amerikaanse staat Washington, op de rechteroever Columbia, net naast de Grand Coulee Dam, een van de grootste waterkrachtcentrales ter wereld. Het dorp ligt net  Naast het dorp ligt de grootste kunstmatige zandhoop van de wereld: meer dan 9 miljoen kubieke meter met een hoogte van 70 meter. Het hoofdkwartier van het Lake Roosevelt National Recreation Area ligt in Coulee Dam. Coulee Dam valt bestuurlijk gezien onder Douglas County en Grant County en Okanogan County.

## Geschiedenis
Coulee Dam werd gesticht in 1933 door het Amerikaanse Bureau of Reclamation, om als hoofdkwartier te dienen voor de bouw van de Grand Coulee Dam. Het deel in Okanogan County stond aanvankelijk bekend als Mason City en ligt ook vandaag nog in het Colville Indian Reservation. In Mason City was het hoofdkwartier van de belangrijkste aannemer, CBI, gevestigd. Het gedeelte van Coulee Dam in de Douglas en Grant Counties stonden bekend als Engineers Town. Deze gronden waren in bezit van de federale overheid. In 1935 werd op de linkeroever van de Columbia de plaats Grand Coulee opgericht.
De dam werd afgewerkt in 1942 en in 1974 volgde een belangrijke uitbreiding. De dam is anderhalve kilometer lang en het opgestelde vermogen van de generatoren is ruim 6.000 MW. Het water achter de dam, in het Franklin Delano Roosevelt Lake, wordt ook gebruikt voor de irrigatie van landbouwgebied. Het meer is ruim 200 kilometer lang en bereikt bijna de grens met Canada.
De plaats (town) "Coulee Dam" werd officieel opgericht in 1959.

## Demografie
Bij de volkstelling in 2000 werd het aantal inwoners vastgesteld op 1044.
In 2006 is het aantal inwoners door het United States Census Bureau geschat op 1077, een stijging van 33 (3.2%).

## Geografie
Volgens het United States Census Bureau beslaat de plaats een oppervlakte van
1,9 km², waarvan 1,8 km² land en 0,1 km² water.

## Plaatsen in de nabije omgeving
De onderstaande figuur toont nabijgelegen plaatsen in een straal van 24 km rond Coulee Dam.